# أسماء الهولوكوست
تختلف أسماء الهولوكوست حسب السياق. " الهولوكوست " هو الاسم الشائع في اللغة الإنجليزية منذ منتصف الأربعينيات من القرن الماضي للإشارة إلى الإبادة المنهجية لستة ملايين يهودي على يد ألمانيا النازية خلال الحرب العالمية الثانية. يُستخدم المصطلح أيضًا على نطاق أوسع ليشمل القتل المنهجي الذي قام به الحزب النازي لملايين الأشخاص في مجموعات أخرى حددوا أنها " Untermenschen ".</link> "أو "دون البشر"، والتي شملت في المقام الأول اليهود والسلاف، ويُزعم أن الأول قد أعدى الأخير، بما في ذلك العرق الأوكراني، والبولنديين، والروس، والصرب، والتشيك وغيرهم.
واستُهدفت مجموعات أخرى لأسباب عنصرية وغيرها هي شعب الروما، وشعوب البلطيق (خاصة اللِّتوانيين)، والمُعاقين، والشواذ جنسيًّا، والمعارضين السياسيين والدينيين،  مما يرفع العدد الإجمالي لضحايا الهولوكوست إلى 17 مليون شخص. وعند اليهود، أصبح مصطلح "شوأه (שואה)"، الذي يعني "المأساة" باللغة العبرية، وهو المصطلح الممُعتَمد في إسرائيل لمحرقة القرن العشرين (الهولوكوست) (انظر يوم هاشواه).

## الأسماء

### المحرقة (الهولوكوست)
كلمة "الهولوكوست" مشتقة في الأصل من الكلمة اليونانية العامية المختلطة holokauston، والتي تعني "ذبيحة محروقة بالكامل (kaustos)" أو "أضحية محترقة مقدمة للإله". في الديانة الهلنستية، كانت آلهة الأرض والعالم السفلي يُتقرّب لها بحيوانات داكنة، كانت تُقدم ليلاً وتُحرق بالكامل. تم اعتماد كلمة الهولوكوست لاحقًا في الترجمات اليونانية للتوراة للإشارة إلى القربان،  وهي القرابين المُعتادة المحروقة جماعيًّا وفرديًّا التي كان مطلوبًا من اليهود  تقديمها في زمن الهيكل في القدس. وفي نظيرها اللاتيني، holocaustum هولوكوستوم، استُخدم المصطلح لأول مرة مع إشارة محددة إلى مذبحة الشعب اليهودي من المؤرخين روجر من هودن  وريتشارد أوف ديفايزيس في إنجلترا في تسعينيات القرن التاسع عشر.
وأول استخدام لكلمة الهولوكوست دلالةً على مذبحة سجله قاموس أوكسفورد الإنجليزي إلى عام 1833 عندما وصف الصحفي ليتش ريتشي حروب لويس السابع ملك فرنسا.[بحاجة لمصدر]</link>، إذ كتب متجوّزًا أنه "قام ذات مرة بهولوكوست لثلاثمائة شخص في الكنيسة" إذ ذهبوا للبحث عن ملجأ عندما أحرقت قوات لويس بلدة فيتري لو فرانسوا في عام 1142. واستخدم الشاعر الإنجليزي جون ميلتون الكلمة وصفًا شعريًّا لتضحية طائر الفينيق بنفسه في قصيدته التي كتبها عام 1671، شمشون المُعذّب.
وفي أواخر القرن التاسع عشر، استخدمت صحيفة نيويورك تايمز الأمريكية الهولوكوست في عام 1895 لوصف مذبحة المسيحيين الأرمن. أمّا في أوائل القرن العشرين، فربما أول من استخدم هذا المصطلح هو الصحفي ملفيل تشاتر Melville Chater في عام 1925، لوصف حرق ونهب سميرنا في عام 1922 في سياق الإبادة الجماعية التركية ضد مسيحيي الأناضول. واستخدمها ونستون تشرشل (في عام 1929  ) وغيره من الكتاب المعاصرين قبل الحرب العالمية الثانية لوصف الإبادة الجماعية للأرمن في الحرب العالمية الأولى  وأُشير إلى الإبادة الجماعية للأرمن في عنوان قصيدة عام 1922 "الهولوكوست" (نُشر ككتيب) ويتناول كتاب "هولوكوست سميرنا" الصادر عام 1923 الحرق العمد والمذبحة التي تعرض لها الأرمن. وقبل الحرب العالمية الثانية، كان يُشار إلى احتمال نشوب حرب أخرى على أنه "هولوكوست آخر" (أي تكرارًا للحرب العالمية الأولى). وبالإشارة إلى أحداث الحرب، فقد استخدم الكتاب باللغة الإنجليزية منذ عام 1945 هذا المصطلح فيما يتعلق بأحداث مثل قصف مدينة دريسدن أو هيروشيما بالقنابل الحارقة، أو آثار الحرب النووية، على أنه من الخمسينيات فصاعدًا، استُخدم بتزايد في اللغة الإنجليزية للإشارة إلى الإبادة الجماعية النازية لليهود الأوروبيين (أو الإبادة اليهودية).
وبحلول أواخر الخمسينيات من القرن العشرين، استخدمت الوثائق المترجمة من العبرية أحيانًا كلمة "الهولوكوست" لترجمة "شوأه" على أنها الإبادة اليهودية النازية. ويمكن العثور على هذا الاستخدام في وقت مبكر من 23 مايو 1943 في صحيفة نيويورك تايمز ، في الصفحة E6، في مقال بقلم جوليان ميلتزر Julian Meltzer، في إشارة إلى المشاعر السائدة في فلسطين بشأن الهجرة اليهودية للاجئين من "المحرقة النازية".
وأحد الاستخدامات المبكرة المهمة كان في ذكرى عام 1958 التي كتبها لِزلي هاردمان، أول قسيس يهودي في الجيش البريطاني يدخل معسكر اعتقال بيرغن بيلسن في أبريل 1945، حيث خدم الناجين وأشرف على دفن حوالي 20000 ضحية.
وبحلول أواخر الستينيات، بدأ استخدام هذا المصطلح بهذا المعنى دون قيد أو شرط. يشرح كتاب نورا ليفين عام 1968 الهولوكوست: تدمير يهود أوروبا، 1933-1945 المعنى في عنوانه الفرعي، لكنه يستخدم العبارة غير الخاضعة للإشراف "الهولوكوست". ونُشر مقال بعنوان "الصدمة الأخلاقية والهولوكوست" في صحيفة نيويورك تايمز في 12 فبراير 1968. ومع ذلك، لم تصبح الإبادة الجماعية النازية هي المعنى التقليدي المقبول عمومًا للكلمة إلا في أواخر السبعينيات من القرن الماضي، عند استخدامها بشكل غير مشروط وبحرف كبير، وهو الاستخدام الذي انتشر أيضًا إلى اللغات الأخرى لنفس الفترة. وغالبًا ما يُشار إلى المسلسل التلفزيوني القصير لعام 1978 بعنوان " الهولوكوست " وبطولة ميريل ستريب باعتباره المساهم الرئيسي في تأسيس الاستخدام الحالي في الثقافة الأوسع. واختيرت كلمة "الهولوكوست" لتكون كلمة العام في اللغة الألمانية في عام 1979، مما يعكس زيادة الوعي العام بهذا المصطلح.
أصبح المصطلح واسع الانتشار بتزايد مرادفًا لـ " الإبادة الجماعية " في العقود الأخيرة من القرن العشرين للإشارة إلى جرائم القتل الجماعي على هيئة "محرقة كذا" (على سبيل المثال "الهولوكوست الرواندي"). ومن الأمثلة على ذلك رواندا، وأوكرانيا في عهد ستالين، وتصرفات الخمير الحمر في كمبوديا.

#### اعتراضات على استخدام "الهولوكوست" لإبادة اليهود على يد النازيين
يجد البعض أن استخدام "الهولوكوست" في الإبادة النازية لليهود في فترة الحرب العالمية الثانية غير مقبول، بسبب الطبيعة اللاهوتية والتاريخية لكلمة "الهولوكوست". إذ جادل المؤرخ الأمريكي والتر لاكور (الذي قُتل والداه في الهولوكوست) بأن مصطلح "الهولوكوست" هو مصطلح "غير مناسب على الإطلاق" للإبادة الجماعية لليهود لأنه يتضمن "أضحية محترقة" لله. كتب لاكور: "لم تكن نية النازيين تقديم أضحية من هذا النوع ولم يكن موقف اليهود موقف الأضحية الطقسية". وكتب المؤرخ البريطاني جيف إيلي في مقال نشر عام 1982 بعنوان "تاريخ الهولوكوست" أنه يعتقد أن مصطلح الهولوكوست ينطوي على "نوع من الغموض، والإصرار على الطابع اليهودي الفريد للتجربة".

#### استخدام المصطلح للإشارة إلى ضحايا النازيين من غير اليهود

إحصاء تقريبي لوفيات المحرقة وفقًا لتعريف واسع يشمل غير اليهود، مثل الغجر والسلاف وأسرى الحرب السوفييت والمعارضين السياسيين (انقر على الصورة لمزيد من التفاصيل)

في حين أن مصطلحي شوأه والحل النهائي يشيران دائمًا إلى مصير اليهود أثناء الحكم النازي، فإن مصطلح الهولوكوست يستخدم أحيانًا بمعنى أوسع لوصف عمليات الإبادة الجماعية الأخرى التي ارتكبها النازيون والأنظمة الأخرى.
وعرّفت موسوعة كولومبيا "الهولوكوست" بأنه "الاسم الذي أطلق على فترة اضطهاد وإبادة اليهود الأوروبيين على يد ألمانيا النازية". ويقدم قاموس أوكسفورد الإنجليزي المدمج  و Microsoft Encarta  تعريفات مماثلة. فيما تُعرّف الموسوعة البريطانية "الهولوكوست" بأنه "القتل المنهجي الذي ترعاه الدولة لستة ملايين من الرجال والنساء والأطفال اليهود، وملايين آخرين على يد ألمانيا النازية والمتعاونين معها خلال الحرب العالمية الثانية"،  على أن المقال يواصل ويقول: "لقد خصّص النازيون أيضًا الروما (الغجر). وكانوا المجموعة الأخرى الوحيدة التي قتلها النازيون بشكل منهجي في غرف الغاز إلى جانب اليهود".
وينقسم العلماء حول ما إذا كان يجب تطبيق مصطلح الهولوكوست على جميع ضحايا القتل الجماعي النازي، حيث يستخدمه البعض كمرادف لشوأه أو " الحل النهائي للمسألة اليهودية"، والبعض الآخر يشمل قتل شعب الروما وسجن وإعدام الشواذ جنسيًا، وقتل المعاقين، وقتل البولنديين، وقتل أسرى الحرب السوفيت، وقتل المعارضين السياسيين، واضطهاد شهود يهوه.
وقد صرح المؤرخ التشيكوسلوفاكي الإسرائيلي يهودا باور: "دعونا نكُن واضحين: ... شوأه، وخُربان، والإبادة اليهودية، أيًا كان اسمه، هو الاسم الذي نطلقه على محاولة الإبادة الجسدية الكاملة المخطط لها للشعب اليهودي، وارتكابها جزئيًا مع معظم يهود أوروبا". ويؤكد أيضًا أن الهولوكوست يجب أن يخصّ اليهود فقط لأن نية النازيين كانت إبادة جميع اليهود، في حين لم يكن من المقرر إبادة المجموعات الأخرى تمامًا. إن إدراج ضحايا النازيين غير اليهود في الهولوكوست يعترض عليه العديد من الأشخاص، بما في ذلك منظمات مثل ياد فاشيم، وهي مؤسسة حكومية إسرائيلية في القدس تأسست عام 1953 لإحياء ذكرى ضحايا المحرقة. ويقولون إن الكلمة كانت في الأصل تهدف إلى وصف إبادة اليهود، وأن الهولوكوست اليهودي كان جريمة على هذا النطاق، وبمثل هذه الشمولية والخصوصية، مثّل ذروة التاريخ الطويل لمعاداة السامية الأوروبية، لدرجة أنه لا ينبغي إدراجها ضمن تصنيف عام مع جرائم النازيين الأخرى.
ومع ذلك، فإن الحائز على جائزة نوبل والناجي اليهودي من الهولوكوست إيلي فيزل عَدّ الضحايا غير اليهود هم ضحايا الهولوكوست، معلنًا للرئيس جيمي كارتر، "ليس كل ضحايا الهولوكوست يهود، لكن كل اليهود كانوا ضحايا"، عندما طلب دعمه لـمتحف الهولوكوست الوطني في واشنطن.
ويؤكد المؤرخ البريطاني مايكل بيرلي والمؤرخ الألماني فولفجانج ويبرمان أنه على الرغم من أن كل اليهود كانوا ضحايا، إلا أن الهولوكوست تجاوز حدود المجتمع اليهودي - إذ شارك أشخاص آخرون في المصير المأساوي المتمثل في كونهم ضحايا. ويطبق الوزير المجري السابق لشؤون الغجر لازلو تيليكي مصطلح الهولوكوست على قتل اليهود وشعوب الروما على يد النازيين. وفي دليل كولومبيا للهولوكوست، استخدم المؤرخون الأمريكيون دونالد نيويك وفرانسيس نيقوسيا هذا المصطلح ليشمل اليهود والغجر والمعاقين. وقد ادعى المؤرخ الأمريكي دينيس راينهارتز أن الغجر كانوا الضحايا الرئيسيين للإبادة الجماعية في كرواتيا وصربيا خلال الحرب العالمية الثانية، وسمّى ذلك "هولوكوست البلقان 1941-1945".

### شوأه
أصبحت الكلمة التوراتية شوأه (שואה) وتعني "المأساة" باللغة العبرية (وتستخدم أيضًا للإشارة إلى "الخراب" منذ العصور الوسطى)، المصطلح العبري المُعتَمد لهولوكوست القرن العشرين في وقت مبكر من أوائل الأربعينيات. وفي الكتابات الحديثة، وُضعت تحديدًا البادئة Ha ("ال" بالعبرية) عند الإشارة إلى جرائم القتل الجماعي النازية، لنفس السبب الذي يجعل كلمة "هولوكوست" تصبح " الهولوكوست". ويمكن نطقها ها-شوأه أو هاشوأه، كما في يوم هاشوأه، "يوم ذكرى المحرقة والبطولة" اليهودي السنوي.
استُخدمت كلمة "شوأه" في وقت سابق في الحديث عن النازيين ترجمةً لكلمة "مصيبة". على سبيل المثال، في عام 1934، عندما أخبر حاييم وايزمان لجنة العمل الصهيوني أن صعود هتلر إلى السلطة كان "مصيبة غير متوقعة، يمكن مقارنتها بحرب عالمية أخرى" ( (بالألمانية: "unvorhergesehene Katastrophe, etwa ein neuer Weltkrieg")‏ </link> )، وترجمت الصحافة العبرية المصيبة إلى شوأه. وفي ربيع عام 1942، استخدم المؤرخ المقدسي بنزيون دينور (دينابورج) شوأه في كتاب نشرته لجنة المساعدة المتحدة لليهود في بولندا لوصف إبادة يهود أوروبا، واصفًا إياها بـ "المصيبة" التي تدلّ على الوضع الفريد لليهود في بولندا. واختيرت كلمة " شوأه" في إسرائيل لوصف الهولوكوست، وهو المصطلح الذي جعله الكنيست رسميًّا في 12 أبريل 1951، عندما أنشأ "يوم ها شواه"، اليوم الوطني لإحياء الذكرى. وفي الخمسينيات من القرن الماضي، كانت ياد فاشيم، "هيئة إحياء ذكرى شهداء وأبطال المحرقة" الإسرائيلية، تترجم هذا بشكل روتيني إلى اللغة الإنجليزية باسم "المأساة". وكانت آنذاك تُستخدم هولوكوست في كثير من الأحيان لتعني انخراط قسم كبير من البشرية في حرب نووية. ومن ذلك الحين، غيّرت ياد فاشيم طريقتها؛ فأصبحت كلمة "الهولوكوست"، تشير بشكل أساسي إلى الإبادة الجماعية لليهود الأوروبيين. وكتب المؤرخ الإسرائيلي شاول فريدلاندر في عام 1987 عن "المركزية المتزايدة للشوأه عند المجتمعات اليهودية في الشتات" وأن " الشوأه تكاد تصبح رمزًا لتحديد الهوية، حسنة أو سيئة، سواء بسبب ضعف روابط الدين أو بسبب خفوت الصهيونية وإسرائيل عناصر هوية". وكتب المؤرخ البريطاني ريتشارد ج. إيفانز في عام 1989 أن مصطلح الهولوكوست لم يكن مناسبًا، ولا ينبغي استخدامه.

### خُربان وخراب
Khurbn eyrope ( חורבן אײראָפּע</link> ) "خراب أوروبا"، هو المصطلح الذي يطلق على الهولوكوست باللغة اليِيديّة. يستعير المصطلح كلمة khurbn (التي تُنطق بالعامية "churban")، من الكلمة العبرية: (بالعبرية: חֻרְבָּן‏) </link> خُربان "الخراب". وتُستخدم خُربان وخوربن في اللغة العبرية والييديّة لوصف خراب هيكل سليمان وخراب الهيكل الثاني. وكان تاريخ ماكس كوفمان المبكر (1947) للإبادة الجماعية في لاتفيا يقول خوربن ليتلاند Khurbn Letland، أي تدمير يهود لاتفيا.  وكانت أهم أعمال راؤول هيلبرج، التي نُشرت لاحقًا، تدمير اليهود الأوروبيين.

### بوراجموس
بوراجموس التي تعني لفظيًّا "التهام"، أو ساموداريبين ("القتل الجماعي") هو مصطلح تبناه مؤرخ الروما إيان هانكوك لوصف محاولات النازيين إبادة معظم شعوب الروما في أوروبا. ولم تتم دراسة هذه الظاهرة إلا قليلًا.

### ترجمات متنوعة
على أن معظم البلدان اعتمدت ترجمات أو نقحرات لمصطلح "الهولوكوست" أو "شوأه" (مثلًا، (بالإسبانية: Holocausto)‏ </link> ; (بالروسية: Холокост)‏ </link> خلوكوست ; (بالتشيكية: Šoa)‏ </link> ; وما إلى ذلك)، فإن ثمة حالات قام فيها بعض السكان، وكثيرًا ما كانوا من الذين تأثروا بالمحرقة نفسها، بتبني أسماء "فريدة" تشير إلى الحدث. ففي اللغة البولندية، على سبيل المثال، يُشار إلى الهولوكوست بشكل متكرر باسم Zagłada Żydów ،  أو "تدمير اليهود"، على الرغم من استخدام الهولوكوست في سياقات عامّة أكثر. وفي السويدية، يُطلق على الهولوكوست في الغالب اسم Förintelsen ("الإبادة")، وهو مصطلح يُقابل تأثيليًّا الكلمة الألمانية Vernichtung ، المستخدمة في نبوءة هتلر من خطابه في الرايخستاغ في 30 يناير 1939.